# Axel Reymond
Axel Reymond (Parigi, 13 febbraio 1994) è un nuotatore francese specializzato nel nuoto in acque libere, due volte campione mondiale sui 25 km a Budapest 2017 e Gwangju 2019.

## Carriera

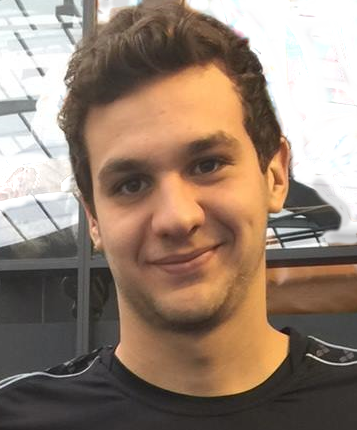

Axel Reymond comincia a nuotare all'età di 6 anni nella piscina di Savigny-le-Temple con la "Association Sportive Le Plessis Savigny" (SSPA), dove viene seguito da Magali Merino, suo attuale allenatore.
Passa al nuoto in acque libere nel 2008, anno in cui si laurea vice campione nazionale nella 10 chilometri. Nel 2009 vince sei tappe della Coppa di Francia in acque libere nella categoria under 16, l'anno successivo è al vertice della categoria cadetti su tutte le distanze vincendo anche la medaglia di bronzo ai Campionati nazionali, partecipa inoltre per la prima volta a un evento internazionale all'estero gareggiando nella tappa di Coppa COMEN di Oeiras, in Portogallo.
Nel 2011, vince la sua prima medaglia internazionale conquistando un bronzo nella tappa di Coppa COMEN di Limassol, a Cipro.
Nel 2012, partecipa ai Mondiali giovanili di nuoto in acque libere di Welland, in Canada classificandosi settimo sui 7,5 km, quarto con la staffetta mista e terzo ai Campionati europei di nuoto di fondo di Piombino ottenendo il bronzo dietro Petăr Stojčev e Arseniy Lavrantyev. Lo stesso anno si laurea campione di Francia dei 25 km.
Nel 2013, vince la sua prima tappa della Marathon World Cup in acque libere a Ocrida, in Macedonia del Nord, nei 30 km, e il titolo nazionale nei 10 km, oltre a quello sui a 25 km.
Nel maggio 2014, segue Magali Merino al Cercle des Nageurs di Fontainebleau e gareggia ai Campionati europei di Berlino vincendo la medaglia d'oro sui 25 km fermando il cronometro a 4:59'18", 13 secondi davanti al russo Evgenij Dratcev. Lo stesso anno, vincerà una medaglia d'argento nella European Open Water Cup a Eilat, Israele.
Nel 2015 conquista un oro ed un bronzo alla Fina Marathon Swim World Series rispettivamente nelle tappe di Abu Dhabi e Numea e il titolo nazionale su tutte le distanze (5 km, a 10 km e a 25 km).
Ai Mondiali di Kazan' si classifica quarto sui 25 km, a più di un minuto dal podio, ma soprattutto é solamente 12° nella 10 km, fallendo la qualificazione ai Giochi olimpici di Rio de Janeiro 2016.
All'inizio del 2016 entra a far parte del CSM Clamart Natation e a maggio vince il suo quinto titolo nazionale consecutivo sui 25 km. Il 14 luglio successivo vince a Hoorn, Paesi Bassi, il suo secondo titolo europeo consecutivo sui 25 km.

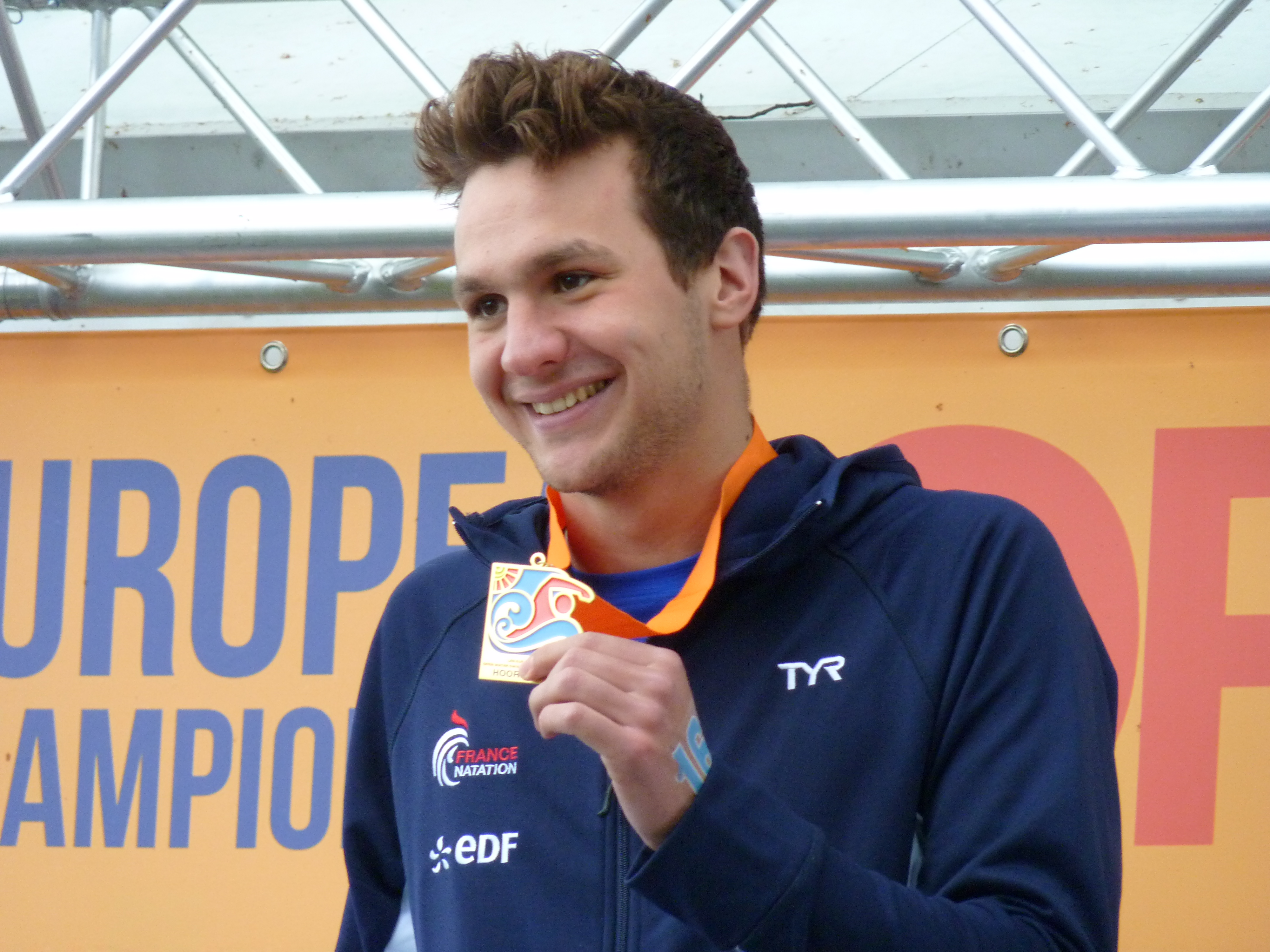
Axel Reymond 2016 campione europeo dei 25 km - Presentazione delle medaglie a Hoorn nei Paesi Bassi.

Nel 2017, dopo il settimo titolo nazionale consecutivo nei 25 km, gareggia ai Mondiali di Budapest dove diventa il primo francese a laurearsi campione mondiale sui 25 km superando Matteo Furlan di soli sei decimi. Ad agosto è entrato nel club A.A.S. Teal Swimming 95.
Nel 2018 agli Europei di Glasgow vince la medaglia d'argento su 5 km, ma non riesce a salire sul podio nella sua distanza preferita dei 25 km.
A Gwangju, 19 luglio 2019, bissa il titolo mondiale di 25 km battendo per tre centesimi il russo Kirill Beljaev.
Il 16 maggio 2021, agli Europei di Budapest, si laurea per la 3ª volta campione europeo sui 25 km.
Il 30 giugno 2022 vince la sua terza medaglia mondiale chiudendo la 25 km dietro l'italiano Dario Verani per un solo secondo. Sulla stessa distanza agli Europei di Roma in agosto é nuovamente quarto superato dai tre italiani Mario Sanzullo, Dario Verani e Matteo Furlan e vince il bronzo nella staffetta mista insieme a Madelon Catteau, Aurélie Muller e Logan Fontaine.

## Palmarès
- Mondiali

Budapest 2017: oro nella 25 km.
Gwangju 2019: oro nella 25 km.
Budapest 2022: argento nella 25 km.
- Europei

Piombino 2012: bronzo nella 25 km.
Berlino 2014: oro nella 25 km.
Hoorn 2016: oro nella 25 km.
Glasgow 2018: argento nella 5 km.
Budapest 2020: oro nella 25 km.
Roma 2022: bronzo nella 5 km a squadre.
Belgrado 2024: bronzo nella 25 km.
- Campionati francesi

2010: bronzo nella 25 km.
2012: oro nella 25 km e argento nella 10 km.
2013: oro nella 10 km e nella 25 km.
2014: oro nella 25 km.
2015: oro nella 5 km, nella 10 km e nella 25 km.
2016: oro nella 25 km, argento nella 5 km e bronzo nella 10 km.
2017: oro nella 25 km e bronzo nella 10 km.
2018: oro nella 25 km e argento nella 5 km.
2020: oro nella 1000 m di acqua ghiacciata.
2020: oro nella 25 km e bronzo nella 5 km.